# Рајс (Тексас)
Рајс (енгл. Rice) град је у америчкој савезној држави Тексас. По попису становништва из 2010. у њему је живело 923 становника.

## Демографија
Према попису становништва из 2010. у граду је живело 923 становника, што је 125 (15,7%) становника више него 2000. године.
| Група             | 2000.       | 2010.       |
| Белци             | 574 (71,9%) | 553 (59,9%) |
| Афроамериканци    | 78 (9,8%)   | 47 (5,1%)   |
| Азијати           | 0 (0,0%)    | 0 (0,0%)    |
| Хиспаноамериканци | 140 (17,5%) | 311 (33,7%) |
| Укупно            | 798         | 923         |